# Карвин, Шейн
Шейн Бэннистер Карвин (англ. Shane Bannister Carwin; род. 4 января 1975 года) — американский профессиональный боец смешанного стиля, выступавший в турнирах под эгидой Ultimate Fighting Championship (UFC). 
Родился Шейн Карвин в небольшом городке Грили, штат Колорадо, США. Рос в семье без отца, его с братом растила мать-одиночка, главной целью которой было дать образование своим сыновьям. Не раз в своих интервью на вопрос: “Кто является вашим героем, кем вы восхищаетесь?”, он отвечал: “Моя мама“. Только благодаря её любви и терпению я смог добиться того, что имею сейчас”. Шейн Карвин поступил в Western State College of Colorado, где активно участвовал в  соревнованиях Национальной ассоциации студенческого спорта (NCAA) как игрок в американский футбол и как борец. В футбольной команде колледжа Шейн играл на позиции полузащитника,  получил звание Rocky Mountain Athletic Conference Football Player of the Year в 1996 году, дважды выигрывал в её составе сезон, за что команда носила почётный титул All-American (1996, 1997). Параллельно с этим (с 6 лет) занимался борьбой, трижды доходил до финала соревнований Национальной ассоциации студенческого спорта по борьбе среди тяжеловесов. Спортивные успехи не мешали его учебной деятельности – он окончил колледж с дипломом инженера в области экологических технологий и поступает в Colorado School of Mines, после окончания которой получил диплом бакалавра в области машиностроения.  В этом заведении Шейн подрабатывал в качестве помощника тренера по борьбе в течение двух лет, и примерно в этот момент он начинает серьёзно тренироваться к выходу на ринг: “На самом деле, помогая тренировать, я с удивлением узнал, что существуют смешанные единоборства, и, конечно же, мне захотелось испытать свои навыки“. Тем временем, Шейна вызывают на сборы Senior Bowl, где происходил своеобразный драфт игроков в профессиональные футбольные команды NFL. Игроки из разных команд колледжей должны были проявить себя с лучшей стороны, чтобы их подписали за ту или иную команду. Мечта Карвина стать полузащитником профессиональной лиги NFL не осуществилась – его не выбрали. После этой неудачи Шейн целиком и полностью посвятил себя смешанным единоборствам. Шейн женат, имеет сына и дочь.
Интересно что Карвин, став инженером после колледжа, продолжал работать в этой области,несмотря на карьеру в ММА даже будучи временным чемпиона UFC в тяжёлом весе. 
Также Карвин известен как боец с самыми большими кулаками в UFC.
С марта по июнь 2010 года владел титулом временного чемпиона UFC в тяжёлом весе. По состоянию на конец марта 2011 года Карвин занимал пятое место в рейтинге сайта Sherdog. В мае 2013 года, в связи с большим количеством травм, объявил о завершении карьеры.

## Титулы и достижения
- Ultimate Fighting Championship
  - Временный чемпион в тяжёлом весе (2010 год)

## Статистика ММА
| Результат | Рекорд | Соперник           | Способ                               | Турнир                         | Дата             | Раунд | Время | Место                   | Примечание                             |
| --------- | ------ | ------------------ | ------------------------------------ | ------------------------------ | ---------------- | ----- | ----- | ----------------------- | -------------------------------------- |
| Поражение | 12-2   | Жуниор дус Сантус  | Единогласное решение                 | UFC 131                        | 11 июня 2011     | 3     | 5:00  | Ванкувер, Канада        |                                        |
| Поражение | 12-1   | Брок Леснар        | Удушающий приём (ручной треугольник) | UFC 116                        | 3 июля 2010      | 2     | 2:19  | Лас-Вегас, США          | Бой за титул чемпиона UFC.             |
| Победа    | 12-0   | Фрэнк Мир          | TKO (удары)                          | UFC 111                        | 27 марта 2010    | 1     | 3:48  | Ньюарк, США             | Завоевал пояс временного чемпиона UFC. |
| Победа    | 11-0   | Габриель Гонзага   | KO (апперкот)                        | UFC 96                         | 7 марта 2009     | 1     | 1:09  | Колумбус, США           |                                        |
| Победа    | 10-0   | Нэйл Вэйн          | TKO (удары)                          | UFC 89                         | 18 октября 2008  | 1     | 1:31  | Бирмингем, Англия       |                                        |
| Победа    | 9-0    | Кристиан Веллиш    | KO (удар)                            | UFC 84                         | 24 мая 2008      | 1     | 0:44  | Лас-Вегас, США          |                                        |
| Победа    | 8-0    | Шерман Пендергарст | TKO (удары)                          | ROF 31: Undisputed             | 1 декабря 2007   | 1     | 1:41  | Брумфилд, Колорадо, США |                                        |
| Победа    | 7-0    | Рекс Ричардс       | Удушающий приём (гильотина)          | Art of War 4                   | 27 октября 2007  | 1     | 1:24  | Туника, Миссисипи, США  |                                        |
| Победа    | 6-0    | Рик Слэтон         | KO (удар)                            | ROF 30: Domination             | 15 сентября 2007 | 1     | 0:49  | Брумфилд, Колорадо, США |                                        |
| Победа    | 5-0    | Крис Гайллен       | Удушающий приём (сзади)              | Ultimate Texas Showdown 6      | 24 июня 2006     | 1     | 0:29  | Фриско, Техас, США      |                                        |
| Победа    | 4-0    | Джастис Смит       | TKO (удары)                          | Extreme Wars 3: Bay Area Brawl | 3 июня 2006      | 1     | 0:31  | Окленд, Калифорния, США |                                        |
| Победа    | 3-0    | Джей МакКоун       | Удушающий приём (сзади)              | Ultimate Texas Showdown 5      | 29 апреля 2006   | 1     | 1:31  | Техас, США              |                                        |
| Победа    | 2-0    | Кэйси Джексон      | Удушающий приём (гильотина)          | Extreme Wars 2: X-1            | 18 марта 2006    | 1     | 0:22  | Гонолулу, Гавайи, США   |                                        |
| Победа    | 1-0    | Карлтон Джонс      | TKO (сдача от ударов)                | WEC 17                         | 14 октября 2005  | 1     | 2:11  | Лемур, Калифорния, США  |                                        |